# 紀元前652年
紀元前652年（きげんぜん652ねん）は、西暦（ローマ暦）による年。紀元前1世紀の共和政ローマ末期以降の古代ローマにおいては、ローマ建国紀元102年として知られていた。紀年法として西暦（キリスト紀元）がヨーロッパで広く普及した中世時代初期以降、この年は紀元前652年と表記されるのが一般的となった。

## 他の紀年法
- 干支 : 己巳
- 日本
  - 皇紀9年
  - 神武天皇9年
- 中国
  - 周 - 恵王25年
  - 魯 - 僖公8年
  - 斉 - 桓公34年
  - 晋 - 献公25年
  - 秦 - 穆公8年
  - 楚 - 成王20年
  - 宋 - 桓公30年
  - 衛 - 文公8年
  - 陳 - 宣公41年
  - 蔡 - 穆侯23年
  - 曹 - 共公元年
  - 鄭 - 文公21年
  - 燕 - 襄公6年
- 朝鮮
  - 檀紀1682年
- ユダヤ暦 : 3109年 - 3110年

## できごと

### 中国
- 斉の桓公・魯の僖公・宋の桓公・衛の文公・許の僖公・曹の共公・陳の世子款が洮で会盟した。
- 狄が晋を攻撃した。